# 蓮華寺 (関市)
金光山蓮華寺（れんげじ）は、岐阜県関市植野にある真言宗智山派の寺院。美濃四国84番札所で、尾張藩家老石河家香華所となっている。

## 歴史
治承4年(1180年)の以仁王の挙兵に参加した源頼政が、敗北して自害した折にその首を源国政(山県国政)の領地である当地に葬ったのが起源とされ、寺名は源頼政の戒名に因んでいる。源頼政と伝わる首塚は蓮華寺西側の山中にある(源頼政の墓の伝承地は当地を含め複数ある。詳細は源頼政の項を参照のこと。)。
その後寺勢は衰微したものの、江戸時代の寛文6年(1666年)に当地を訪れた尾張藩家老であった石川正光が荒廃を嘆いて一族の菩提寺として再興し、外護した。蓮華寺南西にある墓地には石河一族の墓101基があり、関市指定の重要文化財となっている。